# Reformierte Kirche (Radevormwald)

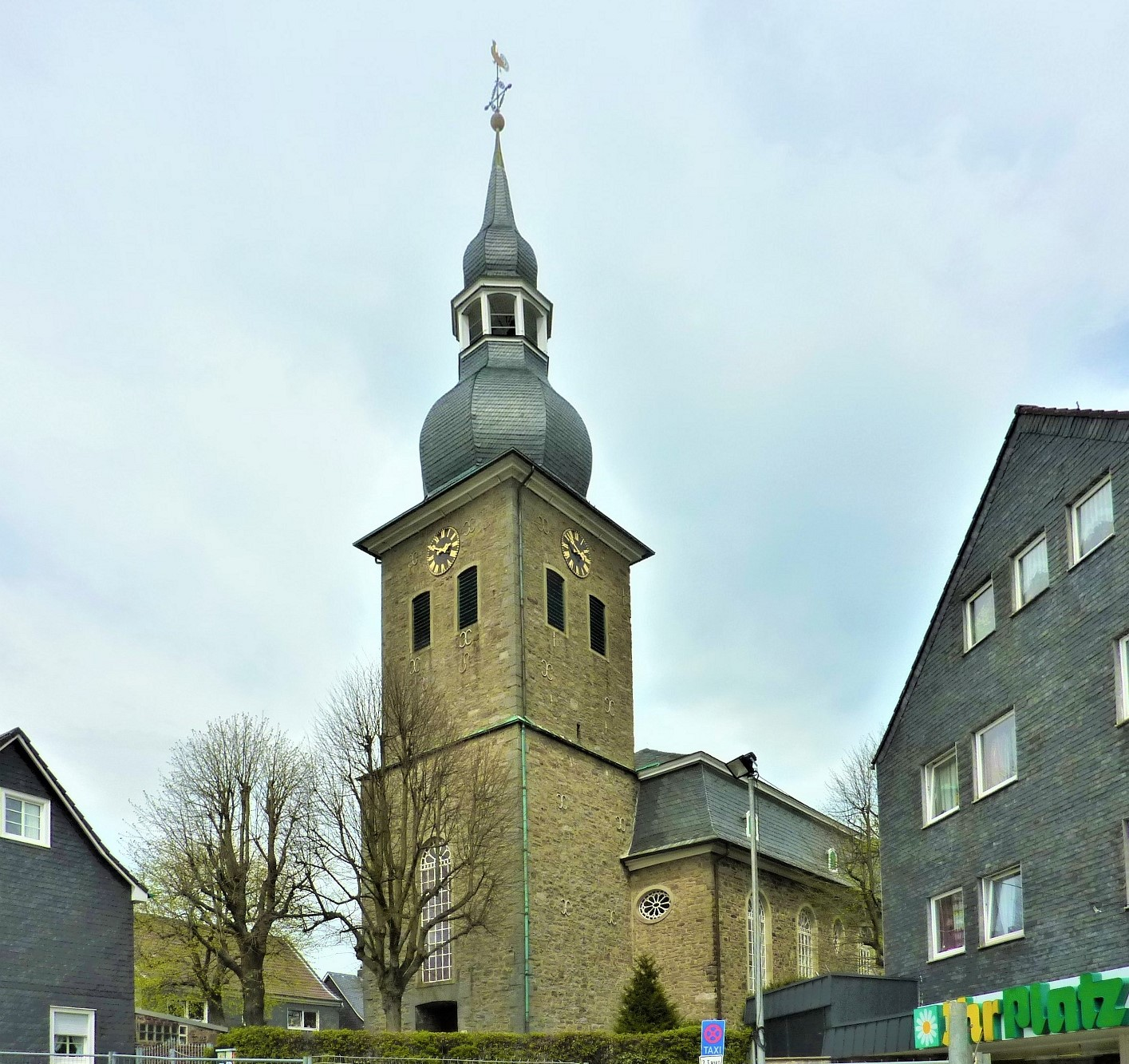
Die Reformierte Kirche zu Radevormwald

Die Reformierte Kirche (auch: Reformierte Kirche am Markt) steht in Radevormwald (Oberbergischer Kreis) in Nordrhein-Westfalen. Die Kirchengemeinde gehört zum Kirchenkreis Lennep der Evangelischen Kirche im Rheinland.

## Geschichte
1050 erfolgte die erste urkundliche Erwähnung Radevormwalds als ein Besitz der Abtei Werden. Die Pfarrkirche wurde erstmals 1310 als dem heiligen Gangolf geweiht erwähnt. 1540 wurde an der Kirche die Reformation eingeführt. In der Folgezeit konnten sich die Reformierten gegenüber den Lutheranern durchsetzen. Nach der endgültigen Gründung einer reformierten Gemeinde an der Kirche 1591 mussten die Lutheraner fortan die Gottesdienste in Remlingrade besuchen, bis sie 1707 eine eigene Kirche errichten konnten.
Die heutige Reformierte Kirche ersetzt den mittelalterlichen Vorgängerbau, der beim Stadtbrand 1802 zerstört wurde, und wurde 1804 als barocke Saalkirche mit Tonnengewölbe und vorgesetztem viergeschossigem Westturm mit Zwiebelhaube errichtet.
Die Orgel wurde 1826 von Georg Wilhelm Christian Roetzel aus Alpe fertiggestellt. Sie ersetzte das 1715 von Thomas Weidtmann gebaute Instrument, das 1802 zerstört worden war.